# Martín Llaryora
Martín Miguel Llaryora (né le 6 octobre 1972 à San Francisco) est un avocat et homme politique argentin, membre du Parti justicialiste et actuel gouverneur de la province de Córdoba depuis 2023. Il a été membre de l'Assemblée nationale argentine pour Córdoba, vice-gouverneur de Córdoba, maire de la ville de Córdoba et deux fois maire de San Francisco.

## Biographie

### Jeunesse et études
Martín Llaryora est le fils aîné de María del Carmen Seijo et de Luis Alberto Llaryora. Il a fréquenté l'école primaire Rafael Núñez et a terminé ses études secondaires à l'actuel IPEM 50 Emilio F. Olmos, un établissement d'enseignement technique. Au cours de ces années, il a participé au Centre des étudiants de son école.
En 2002, il obtient un diplôme en gestion publique à l'université catholique de Córdoba et en 2009, il est diplômé en droit de la faculté de droit et de sciences sociales de l'université nationale de Córdoba,.
Sa carrière politique et sa trajectoire publique s'inscrivent dans un contexte de formation universitaire, de voyages diplomatiques, de missions commerciales représentant sa province et de participation à des congrès et symposiums au Canada, aux États-Unis, en Allemagne et en Australie.
Il est marié et père de trois enfants,.

### Débuts en politique
Son militantisme politique commence à l'université, lorsqu'il est président de Jeunesse péroniste et qu'il est coordinateur de l'emploi et de la formation professionnelle pour le gouvernement de la province de Córdoba.

### Municipalité de San Francisco
Il est élu conseiller municipal de la ville de San Francisco pour la période 2003-2007. En 2007, il est élu maire de la ville avec 33 % des voix, battant le candidat radical, Hugo Madonna, qui a obtenu 31 % des voix.
Lors des élections internes du 3 avril 2011, il est élu président du PJ de la ville. En juillet de la même année, les citoyens l'élisent à nouveau maire avec 53 % des voix, le pourcentage le plus élevé pour un second mandat depuis le retour de la démocratie à San Francisco. Son administration municipale se caractérise par la création de pôles productifs et éducatifs pour la ville. Ces mesures ont été mises en œuvre par le biais de politiques locales telles que le développement du parc industriel et technologique et l'ouverture de campus universitaires, entre autres.

### Ministre de l'industrie de la province de Córdoba
Le 11 décembre 2013, il prend ses fonctions de ministre de l'Industrie, du Commerce, des Mines et du Développement scientifique et technologique de la province de Córdoba sous l'administration de José Manuel de la Sota.
En octobre 2014, il présente trois projets de loi à la Chambre unicamérale :
- Loi no 15468/14, qui prolonge de deux ans la validité du Programme de promotion et de développement industriel de Córdoba.
- Loi no 15469/14, création du système de gestion de l'information industrielle.
- Loi no 15470/14, mise en œuvre d'un régime de promotion de la création de micro et petites entreprises.

Le 28 décembre 2014, Llaryora démissionne du ministère de l'Industrie.

### Vice-gouverneur de Córdoba
Bien qu'il ait initialement avancé sa pré-candidature au poste de gouverneur de Córdoba, il décide finalement d'accompagner Juan Schiaretti en tant que candidat au poste de vice-gouverneur pour Unión por Córdoba. Lors des élections du 5 juillet 2015, le tandem Schiaretti-Llaryora l'emporte avec 39 % des voix contre Aguad-Baldassi (Juntos por Córdoba), qui obtient 34 % des suffrages.
En décembre 2015, il prend ses fonctions de vice-gouverneur. En décembre 2015, il prend ses fonctions de vice-gouverneur et préside la législature monocamérale de Córdoba.

### Député national
En 2017, il prend congé de la vice-gouvernance pour se présenter comme candidat à la députation nationale pour la province de Córdoba. Il remporte finalement les élections et est élu au Congrès de la nation argentine. En cette qualité, il est élu troisième vice-président de la Chambre des députés Il est membre de la commission des affaires étrangères et des cultes et membre suppléant du Conseil de la magistrature.
Au cours de son mandat, il présente des projets de loi relatifs à la santé mentale, à la sécurité routière et aux droits des consommateurs. En 2017, il vote en faveur de la réforme des retraites promue par le gouvernement de Mauricio Macri. Il est aussi membre du bureau exécutif du Parti justicialiste district de Córdoba.

### Maire de Córdoba
En 2019, il se présente aux élections municipales de la ville de Córdoba. Sa liste est contestée par les représentants de l'alliance Córdoba Cambia,, mais les tribunaux confirment finalement sa candidature. Il déclare qu'il ne participera pas aux débats électoraux, qu'il considère comme une « démonstration de force ».
En avril 2019, il présente, avec le gouverneur Juan Schiaretti, une proposition de transport urbain appelée Ferrourbano Metropolitano, qui consiste en un train qui circulerait dans la ville de Córdoba. Il a également présenté un Plan d'espaces verts qui prévoit l'amélioration des parcs existants et la création de cinq nouveaux parcs : le parc du centre civique, le parc de l'est, le parc de l'ouest, le parc Fadea et un parc situé sous le passage de l'avenue Circunvalación, devant le stade Kempes. Il a également proposé un plan de connectivité qui prévoit la construction de 102 kilomètres de fibre optique et de nouveaux espaces Wi-Fi gratuits dans les parcs, les places et les bâtiments publics municipaux. Dans le domaine de la sécurité, il a proposé des conseils de sécurité citoyenne au sein desquels la municipalité travaillerait en coordination avec les voisins et le gouvernement de la province. Le 12 mai 2019, il remporte les élections avec 37 % des voix, devenant ainsi le premier maire élu de Córdoba appartenant au Parti justicialiste depuis les années 1970. Luis Juez arrive en deuxième position avec 20 % des voix.

#### Gestion du gouvernement
Fin décembre 2019, il envoie un projet d'ordonnance d'urgence économique au conseil municipal. Ce projet permet à la municipalité de restructurer les obligations, de rationaliser les dépenses publiques, de vendre des biens mobiliers et immobiliers et d'augmenter la taxe foncière de 53 %. Il gèle également les salaires du personnel politique pendant 6 mois Il est approuvé le 27 décembre.
En janvier 2020, un plan de restauration du parc Sarmiento est annoncé en collaboration avec le gouvernement provincial.2930 En juillet 2020, la municipalité ordonne l'intervention du zoo de la ville pour le transformer en « parc de biodiversité ».31 En janvier 2021, la création de l'entité BioCórdoba est annoncée, qui est responsable de l'ex-zoo, du parc Sarmiento, de la réserve naturelle de San Martín, des locaux de santé animale et du centre de contrôle des élevages d'animaux de compagnie. En décembre 2020, il est annoncé que les prisons d'Encausados et de San Martín seraient transformées en parcs publics. Le train métropolitain commence à fonctionner en décembre 2021, avec cinq trajets quotidiens entre Córdoba et La Calera. Cependant, en 2023, le train n'était pas encore devenu une alternative largement utilisée.
En avril 2023, le remodelage du Parque Las Heras-Elisa est inauguré, avec de nouveaux trottoirs, chemins, mobilier urbain et une clôture périphérique. En novembre, le remodelage de la Plaza Austria et le pont piétonnier qui la relie au Parque Las Heras sont inaugurés.

#### Gouverneur de Córdoba
Le dimanche 25 juin 2023 ont lieu les élections du gouverneur. Martín Llaryora est élu avec 870 935 voix (45 %) face à Luis Juez de Juntos por el Cambio qui obtient 806 541 voix (42 %). Les premières mesures annoncées lors de son investiture le 10 décembre concernent l'ajustement des dépenses publiques : réduction du nombre de ministères, gel des postes vacants dans l'État (sauf dans la santé, l'éducation et la sécurité) et réduction des salaires des fonctionnaires. Dans le domaine de la sécurité, il annonce qu'il doublera le nombre de procureurs chargés de la lutte contre les stupéfiants et qu'il présentera un projet de loi pour la mise en place de la police municipale.